# Бако (Пистоја)
Бако је насеље у Италији у округу Пистоја, региону Тоскана.
Према процени из 2011. у насељу је живело 37 становника. Насеље се налази на надморској висини од 137 м.